# Thoma Orollogaj
Thoma Orollogaj (1888 – Repubblica Popolare Socialista d'Albania, 30 novembre 1947) è stato un politico albanese e un leader nazionalista della resistenza anticomunista in Albania durante la Seconda guerra mondiale.

## Vita
Nato nel 1888 a Korçë, nel Eyalet di Monastir dell'Impero ottomano (nell'odierna Albania meridionale), studiò legge ad Atene e Parigi. Dopo aver terminato gli studi tornò a Korçë, dove lavorò come avvocato e sostenne gli sforzi di Kosta Kota per l'indipendenza della zona dal dominio francese. Nel 1927 divenne membro del comitato di riforma del diritto in Albania e professore di diritto presso la scuola di legge di Tirana.
Nel 1931 divenne presidente del comitato per le riforme del codice civile, mentre l'anno successivo fu eletto deputato di Korçë nel parlamento albanese. Durante il secondo mandato di Kostaq Kota come primo ministro, divenne ministro della giustizia. Dopo l'invasione italiana dell'Albania e la sua occupazione da parte dell'Italia fascista nel 1939, Orolloga fu tra i pochi parlamentari albanesi che non si unirono all'assemblea che offrì la corona albanese al re italiano, per cui fu imprigionato nel Castello di Porto Palermo vicino a Himara, e successivamente trasferito in Italia. Nel 1943, dopo essere stato rilasciato dagli italiani, tornò in Albania e si unì all'organizzazione nazionalista e anticomunista Balli Kombëtar e fu eletto membro del suo comitato centrale.
Nel 1943 fu rappresentante di Balli Kombëtar all'Accordo di Mukje. Nel 1944 divenne per la seconda volta ministro della giustizia in Albania nel primo governo dopo la sconfitta tedesca. Dopo la presa di potere da parte del Partito del Lavoro d'Albania, fu accusato per la sua collaborazione con le forze dell'Asse e giustiziato nel settembre 1947.